# Tales of Dunk and Egg
Tales of Dunk and Egg (Contos de Dunk e Egg) é uma série de contos complementar do universo de A Song of Ice and Fire escrito por George R. R. Martin. Há três contos publicados, que são: The Hedge Knight (1998), The Sworn Sword (2003) e The Mystery Knight (2010). Em Portugal, o primeiro conto foi incluído no livro O Cavaleiro de Westeros e Outras Histórias (2012) pela editora Saída de Emergência, que mais tarde publicou os três contos na obra Histórias dos Sete Reinos (2014). No Brasil, o livro O Cavaleiro dos Sete Reinos (2014) foi lançado pela editora Leya, que também reuniu os contos. Seguindo o mesmo modo, editoras dos Estados Unidos e Reino Unido, em 2015, publicaram a obra A Knight of the Seven Kingdoms.
O primeiro conto, The Hedge Knight (O Cavaleiro Andante), foi escrito por George R. R. Martin durante a escrita de A Clash of Kings (A Fúria dos Reis), e publicado na antologia Legends, de 1998, organizada por Robert Silverberg. O livro incluía contos de vários autores consagrados da fantasia, e o de Martin foi um dos destaques. O autor mais tarde revelou que muitos leitores buscaram A Song of Ice and Fire (As Crônicas de Gelo e Fogo) a partir dele. Já The Sworn Sword (A Espada Juramentada) foi escrito no intervalo entre A Storm of Swords (A Tormenta de Espadas) e A Feast for Crows (O Festim dos Corvos), publicado no livro de antologias Legends II em dezembro de 2003. O terceiro conto, The Mystery Knight (O Cavaleiro Misterioso), foi escrito no início da escrita de A Dance with Dragons (A Dança dos Dragões). A história foi escrita rapidamente, sendo finalizado em alguns meses, em novembro de 2005. No entanto, ele acabou sendo publicado apenas em 2010, na antologia Warriors, editada por Gardner Dozois e o próprio Martin.
As histórias apresentam uma parte da vida do cavaleiro andante Dunk, que se tornaria um membro lendário da Guarda Real, Sor Duncan, o Alto. Além dele, é mostrado a história de seu escudeiro Egg, que se tornaria o futuro rei Aegon V Targaryen de Westeros.

## Enredo

### The Hedge Knight
Ambientado cerca de 90 anos antes dos eventos de A Guerra dos Tronos, O Cavaleiro Andante (The Hedge Knight) acompanha as aventuras de Duncan (“Dunk”), escudeiro de Sor Arlan de Centarbor. Quando o velho cavaleiro morre em seu sono, Duncan o enterra e presta seus respeitos. Cavaleiro e escudeiro se dirigiam a Vaufreixo para um torneio, e Duncan continua seu caminho, planejando competir. No caminho, ele encontra um menino careca chamado Egg, que Duncan toma como seu próprio escudeiro por seu ímpeto. Duncan tenta se inscrever nas listas, mas não consegue comprovar sua condição de cavaleiro e é quase barrado, até que o Príncipe Baelor Targaryen intervém a seu favor. Depois, defendendo uma inocente da violência de Aerion Targayen, Dunk é preso por agredir o Príncipe, e nesse momento Egg se revela como o também Príncipe Aegon Targaryen. Na prisão, Duncan escolhe julgamento por combate para evitar perder sua mão, e Aerion exige um Julgamento de Sete. Com dificuldade, Dunk consegue seis cavaleiros compor seu grupo, e o combate entre os quatorze tem início. Apesar de derrubado de seu cavalo por Aerion, Duncan consegue subjugá-lo, e ele retira a acusação. Três cavaleiros pereceram em decorrência do julgamento, porém, entre eles Baelor, vitimado por um golpe de Maekar, seu irmão e pai de Aerion e Egg. Maekar, envergonhado pelo comportamento de seus filhos Aerion e Daeron, oferece um lugar a Duncan em seu castelo para que possa treinar Egg. Duncan insiste em se manter como cavaleiro andante, e Maekar concorda na condição de que Aegon mantenha sua identidade escondida. Dunk e Egg partem para Dorne.

### The Sworn Sword
Um ano e meio após o Torneio de Vaufreixo, uma grande seca assola os Sete Reinos, que também sofre com a Grande Praga da Primavera. Dunk está na Campina acompanhado por Egg, servindo como espada juramentada de Sor Eustace Osgrey, um velho cavaleiro que perdeu sua família, além de várias honras e terras. Duncan descobre que um riacho secou, e percebe que uma represa foi construída por ordem da vizinha Rohanne Webber, de Fosso Gelado. Os trabalhadores se recusam a derrubá-la, e Sor Bennis do Escudo Marrom, outro cavaleiro ao serviço de Osgrey, fere um deles. Eustace recebe as notícias e diz que a terrível Senhora Webber não vai aceitar esse insulto pacificamente. Ele ordena a Dunk e Bennis que juntem homens das terras Osgrey para lutar. Eles conseguem apenas oito camponeses, que não serão capazes de confrontar os cavaleiros da Casa Webber.
Egg sugere revelar sua identidade para solucionar o problema, mas Duncan recusa. Ele questiona Eustace sobre alternativas, e o velho cavaleiro diz que se pode pagar o “preço de sangue”. Ele, porém, fez um juramento de nunca mais pisar em Fosso Gelado, então Duncan se oferece para fazê-lo. No encontro, ele descobre que a Senhora Webber é bastante jovem e atraente, e que o riacho na verdade não pertence a Osgrey, mas à Casa Webber. Após a Rebelião Blackfyre, em que Osgrey apoiou os rebeldes, o rei Daeron deu o riacho aos Webber, que o apoiaram. Dunk também descobre que de acordo com o testamento do pai de Rohanne, ela deve se casar em breve, sob pena de perder suas terras para um primo. Ela se recusa a derrubar a represa ou a aceitar o preço de sangue, e exige que Bennis lhe seja entregue ou ela vai pegá-lo à força.
Duncan, após tantas revelações, decide deixar o serviço de Osgrey, mas muda de ideia ao perceber que os camponeses não terão qualquer chance contra os soldados de Rohanne. No dia seguinte, os pequenos “exércitos” se encontram no riacho, e Duncan consegue uma audiência particular com Webber. Ele mostra o anel de Egg que comprova quem ele é, e corta as próprias bochechas para compensar o ferimento do homem dela. Ela ainda exige desculpas de Eustace, que se recusa, e fica resolvido que a questão será resolvida em um combate entre campeões das partes. Duncan consegue vencer Sor Lucas Inchfield, castelão de Fosso Gelado, que tinha pretensões de casar com Rohanne. Ele quase se afoga, porém, e desmaia após o combate. Quando Dunk acorda, descobre que Webber e Osgrey se reconciliaram e se casaram, e recebe a oferta de permanecer como capitão da guarda. Quando se prepara para partir, Duncan é abordado por Rohanne, que lhe oferece desculpas e um cavalo. Ele recusa, mas ela insiste que ele leve algo dela. Duncan a beija e corta sua trança como lembrança.

### The Mystery Knight
Pouco tempo depois dos eventos na Campina, Dunk e Egg se dirigem para o Norte para atender o chamado de Beron Stark, que procura homens para combater incursões dos Greyjoy. No caminho, eles encontram a comitiva de Lorde Gormon Peake, que viaja acompanhado do também lorde Alyn Cockshaw e do rico cavaleiro andante John, o Violinista. John convida Duncan para comparecer ao torneio em honra do casamento de Lorde Ambrose Butterwell, em Alvasparedes. O prêmio é um ovo de dragão. Dunk resolve participar do torneio, e no caminho conhece três colegas cavaleiros andantes: Maynard Plumm; Kyle, o Gato; e Glendon Ball, que diz ser filho do famoso Quentyn “Bola de Fogo” Ball, que lutou pelo Rei Daemon I Blackfyre durante a Rebelião. Em Alvasparedes, Egg começa a desconfiar do torneio, ao perceber que muitos dos presentes apoiaram os Blackfyre durante a guerra, uma década antes após o casamento, John, o Violinista, diz a Duncan que o reconheceu de um de seus sonhos, no qual ele vestia o manto branco da Guarda Real. John diz que seus sonhos sempre se concretizam, e que sonhou também com um dragão nascendo de um ovo em Alvasparedes.
Duncan decide participar da justa como um cavaleiro misterioso, mas é derrubado no primeiro confronto por Sor Uthor Underleaf, um cavaleiro especializado em torneios. Ao entregar seu cavalo e armadura como perderdor, Duncan descobre por Uthor que tem um inimigo. Uma pessoa havia pagado Uthor para que matasse Duncan. Antes do reinício da justa, corre a notícia de que o ovo de dragão desapareceu, e Glendon Ball é incriminado. Duncan nota que Egg desapareceu, e enquanto o procura, é atacado por Alyn Cockshaw, que está com inveja da atenção que John dá a ele. Duncan joga Cockshaw em um poço, mas é ferido e ajudado por Maynard Plumm. Plumm se anuncia como um dos espiões de Brynden “Corvo de Sangue” Rivers, a Mão do rei, que também revela que John é na verdade o príncipe Daemon II Blackfyre.
Egg é encontrado no septo com Lorde Butterwell, aterrorizado por descobrir quem é o menino na verdade. Egg mentiu a Butterwell que ele e Duncan são espiões enviados para investigar o torneio, e que seu pai, o Príncipe Maekar, está a caminho do castelo com um exército. Ele é atacado por Tom Heddle, que é morto por Duncan. Para dar tempo a Egg para que ele fuja com Butterwell, Duncan confronta Daemon dizendo que Glendon Ball foi falsamente acusado do roubo do ovo por Gormon Peake. Daemon fica furioso, e aceita um julgamento por combate, em que Glendon o derruba na lama. Um grande exército liderado por Corvo de Sangue chega a Alvasparedes, à vista do qual a maioria dos lordes e cavaleiros se rendem. Daemon é capturado, e Gormon Peake executado. Egg exige que Brynden recompense Duncan, Glendon e os outros cavaleiros andantes. Corvo de Sangue nota a confiança de Egg, e observa que ele é o dragão que nasceu do ovo, do sonho de Daemon.

## Contos Futuros
George R. R. Martin já declarou ter a intenção de escrever uma série de histórias de Dunk e Egg, compreendendo as vidas inteiras deles. O número não é certo, e o autor já variou entre sete, dez ou doze contos. Em 2013, ele havia iniciado um quarto conto, que se passaria em Winterfell e envolveria várias mulheres Stark. Essa história recebeu o nome não-oficial de The She-Wolves of Winterfell (“As Lobas de Winterfell”), mas George já esclareceu que não é um título definitivo.
Martin também já revelou ter planejado o esboço do conto The Village Hero (“O Herói da Aldeia”), que se passará nas Terras Fluviais. Além desses dois, também disse ter planos para The Sellsword (“O Mercenário”), The Champion (“O Campeão”), The Kingsguard (“O Guarda Real”), The Lord Commander (“O Senhor Comandante”) e outros. A intenção original de Martin era que os contos individuais fossem publicados em antologias à medida em que fossem lançados, para finalmente serem reunidos em um livro único quando a série estivesse completa. Pelo fato de eles não serem muito pequenos e de haver muitos deles planejados, decidiu-se que serão reunidos em pequenas coleções.